# Anthurium antrophyoides
Anthurium antrophyoides är en kallaväxtart som beskrevs av Ellsworth Paine Killip. Anthurium antrophyoides ingår i släktet Anthurium och familjen kallaväxter. Inga underarter finns listade.